# Podhalańska Akademia Wiedzy

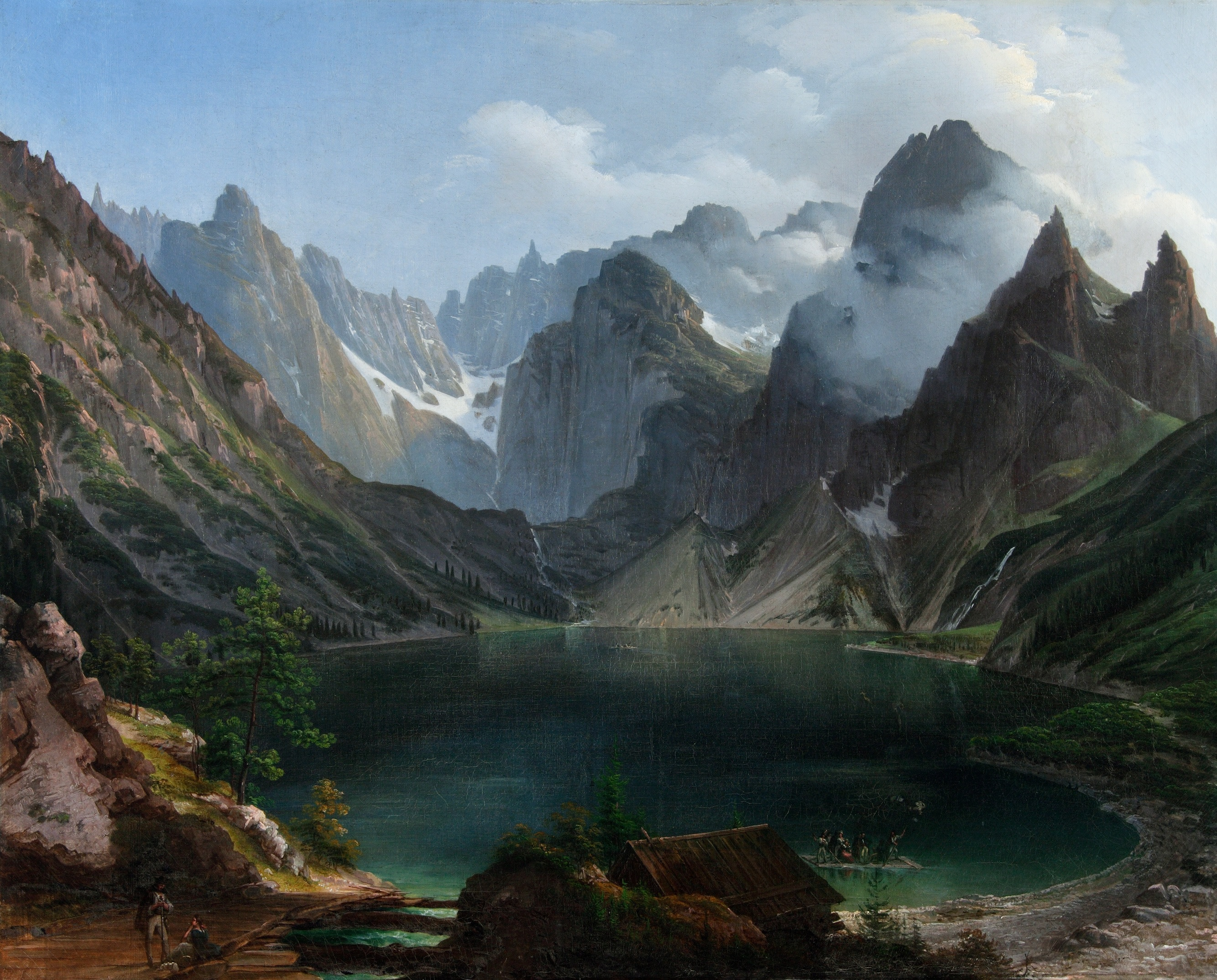
Jan Nepomucen Głowacki, Morskie Oko (olej na płótnie, ok. 1840), Muzeum Narodowe w Kielcach

Podhalańska Akademia Wiedzy – fikcyjna wspólnota kulturowa z kultowej książki Piotra Wojciechowskiego Kamienne pszczoły wydanej w 1967.

## Geneza i działalność
Koncepcja „Podhalańskiej Akademii Wiedzy” została stworzona przez Piotra Wojciechowskiego w kultowej powieści Kamienne pszczoły wydanej w 1967. Twórca Akademii w wywiadzie dla Radio France Internationale w 2008 podał: „ Akademia została postawiona w stan likwidacji prawdopodobnie latem 1961 roku i wkrótce potem ją utworzono, a stan likwidacji i istnienia w osobliwy sposób trwa do dzisiaj. Ma swoje pulsowania bytu, osiąga apogeum w deszczowe dni w górskich schroniskach”. 
Nazwa Akademii odwołuje się do Podhala, które posiada silną tożsamość kulturową. Główny bohater Kamiennych pszczół, Dymitr Łazur, żołnierz i poeta, jest sekretarzem genialnego rzeźbiarza Fufajki. W Tatrach działa Podhalańska Akademia Wiedzy, którą się interesują amerykańscy biznesmeni i Czarna Żandarmeria. Mały, zamknięty i peryferyjny świat fikcyjnej Birczy, położonej na obrzeżach Cesarstwa, wskazuje na literacki obraz Polski Ludowej połowy lat 60. XX wieku. 
W wywiadzie w 2016 Piotr Wojciechowski opisał ówczesną atmosferę Zakopanego i Tatr, gdzie spotykał wielu młodych ludzi o wrażliwości intelektualnej kształtowanej przez wspólny mit zakopiański. Akademia powstała w namiotach taterników przy schronisku nad Morskim Okiem. „Jeśli o kimś mówiło się, że należy do Akademii, to tak było”. Mit ten był związany „z góralską, inteligencką, galicyjsko-wieloetniczną i legionowo-polską kulturową tradycją Zakopanego”.     
Etos Akademii działa w XXI wieku i „w zamęcie oszukanych słów i wystawionych do wiatru znaczeń Podhalańska Akademia Wiedzy, a raczej masa jej upadłości, okazuje się przestrzenią wytchnienia”. Jest wirtualnym patronem różnych wydarzeń artystycznych, a domniemaną siedzibą jest zakopiański Dom Doktora. Inną fikcyjną siedzibą Akademii jest domyślny Instytut Sabały w Toporowej Cyrli.